# 토머스 깁슨
토머스 깁슨(Thomas Gibson, 1962년 7월 3일 ~ )은 미국의 배우이다. 줄리어드스쿨연기학교를 졸업했다.
연쇄 살인범을 쫓는 FBI의 BAU 프로파일러들을 다른 미국 CBS TV 시리즈물 《크리미널 마인드》에 하치 요원으로 출연하였다.

## 출연
- 2025년: 크리미널 마인드 시즌 8 (Criminal Minds) - 아론 역
- 2005년: 크리미널 마인드 (Criminal Minds) - 아론 역
- 2005년: 컴 어웨이 홈 (Come Away Home) - 게리 역
- 2001년: 사냥개 잭 (Jack the Dog)
- 2001년: 로스트 엠파이어 (The Lost Empire / The Monkey King) - 니콜라스 오튼 역
- 1993년: 가면 속의 정사 (Love And Human Remains) - 데이비드 역